# Dystopie

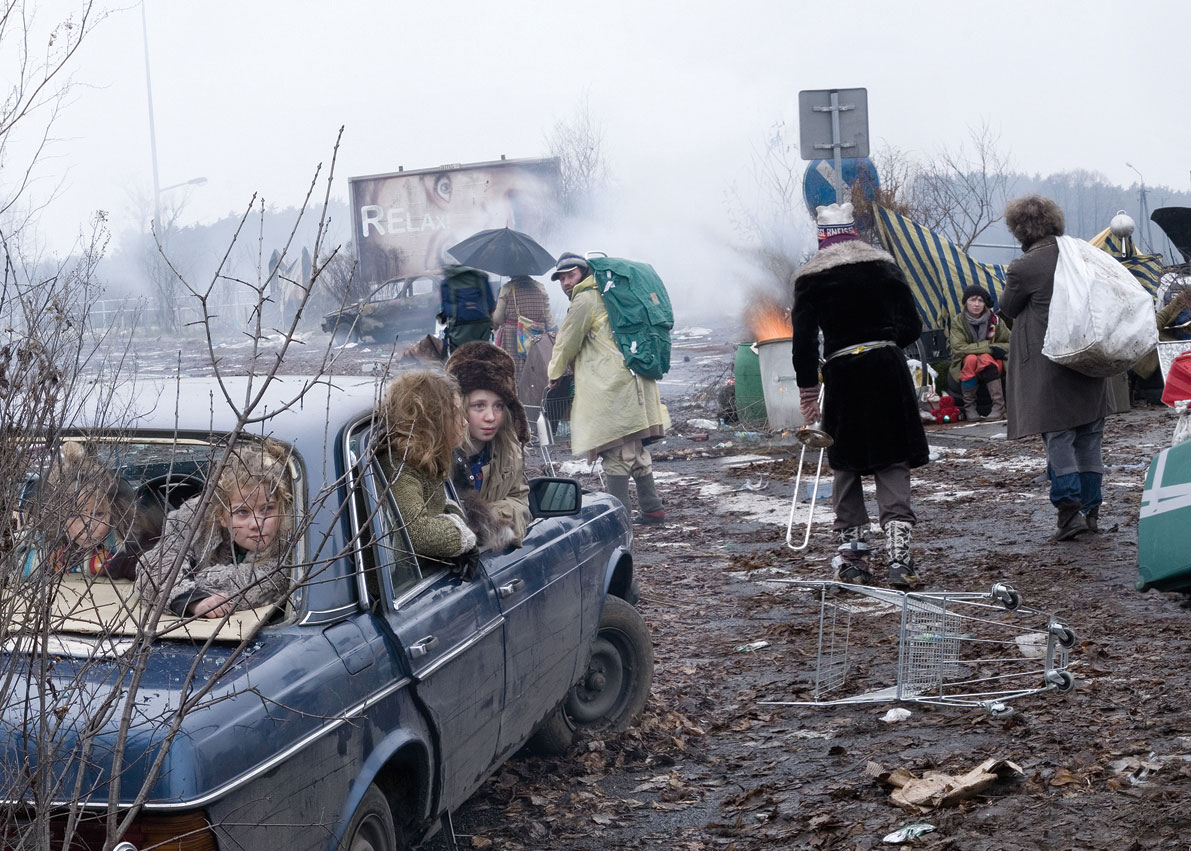
Wyjście ludzi z miast (vertaald: Het verlaten van de mensen uit de stad), foto van Zbigniew Libera uit 2010. Hier wordt een dystopisch toekomstbeeld neergezet, waarin mensen dode metropolen moeten verlaten.

Dystopie is een (denkbeeldige) samenleving met akelige kenmerken. Een dystopie is het tegenovergestelde van een utopie die juist een bijzonder aangename samenleving voorstelt.
Het woord is afgeleid van het Griekse δυσ-, dat een negatie inhoudt of "moeilijk", "slecht" betekent, en het Griekse τόπος, "plaats, landschap".

## Dystopie in fictie
Dystopie is een vaak terugkerend onderwerp in fictie. De auteur biedt daarmee een beeld van een tijd zoals die er volgens hem of haar uit zou zien onder bepaalde omstandigheden of (politieke) regimes en/of probeert mensen te waarschuwen tegen het door hem geschetste beeld.  Enkele populaire dystopische onderwerpen zijn:
- een maatschappij onder een totalitaire staat, waarbij geen individuele vrijheid of persoonlijke levenssfeer wordt toegestaan
- een samenleving die beheerst wordt door robots of computers
- verhalen over de ondergang van wereldse koninkrijken
- een maatschappij waarin alles en iedereen identiek is en waar kunstuitingen en emoties verboden zijn
- een maatschappij waar mensen slechts dienen als voedsel of als orgaandonoren
- een wereld waar de mensheid (bijna) is uitgestorven na een kernoorlog, ziekte of andere ramp (zie ook: Apocalyptische en post-apocalyptische fictie)

## Dystopische boeken
- Anna van Niccolò Ammaniti
- Het verhaal van de dienstmaagd van Margaret Atwood
- Kinderen van Moeder Aarde van Thea Beckman
- Blokken van F. Bordewijk
- Fahrenheit 451 van Ray Bradbury
- A Clockwork Orange van Anthony Burgess
- Ready Player One van Ernest Cline
- De Hongerspelen van Suzanne Collins
- Labyrintrenner-trilogie van James Dashner
- De cirkel van Dave Eggers
- Tony, Nelly en ik van Lin Gnu
- Heer der vliegen van William Golding
- Cloud inc. van Rob Hart
- Vechten voor overmorgen van Evert Hartman
- Mogelijkheid van een eiland van Michel Houellebecq
- Onderworpen van Michel Houellebecq
- Brave New World van Aldous Huxley
- Het proces van Franz Kafka
- De beproeving van Stephen King
- Aan gene zijde van Alfred Kubin
- De laatste bazuin van Tim LaHaye
- De dag der dagen van Ira Levin
- The Giver van Lois Lowry
- Prophet Song van Paul Lynch
- Ik ben een legende van Richard Matheson
- Quotum project Z van Marloes Morshuis
- 1984 van George Orwell
- Levende steden van Philip Reeve
- Na de klap van Trinus Riemersma
- Inwijding van Veronica Roth
- Het reservaat van Ward Ruyslinck
- De stad der blinden van José Saramago
- De laatste oever van Nevil Shute
- Parijs in de twintigste eeuw van Jules Verne
- Player Piano van Kurt Vonnegut
- Wij van Jevgeni Zamjatin
- Corpus Delicti: Een proces van Juli Zeh
- Schitterend lichaam van Agustina María Bazterrica

## Dystopische films
- Æon Flux van Karyn Kusama
- 12 Monkeys van Terry Gilliam
- 1984 van Michael Anderson
- 1984 van Michael Radford
- A Clockwork Orange van Stanley Kubrick
- Allegiant van Robert Schwentke
- Barb Wire van David Hogan
- Blade Runner van Ridley Scott en sequel Blade Runner 2049 van Denis Villeneuve
- Brazil van Terry Gilliam
- Children of Men van Alfonso Cuarón
- Demolition Man van Marco Brambilla
- Divergent van Neil Burger
- Doomsday van Neil Marshall
- Dr. Strangelove or: How I Learned to Stop Worrying and Love the Bomb van Stanley Kubrick
- Elysium van Neill Blomkamp
- Equals van Drake Doremus
- Equilibrium van Kurt Wimmer
- Escape from New York van John Carpenter
- Fahrenheit 451 (1966) van François Truffaut en Fahrenheit 451 (2018) van Ramin Bahrani
- Gattaca van Andrew Niccol
- Hotel Artemis van Drew Pearce
- I Am Legend van Francis Lawrence
- Idiocracy van Mike Judge
- Insurgent van Robert Schwentke
- I, Robot van Alex Proyas
- Judge Dredd van Danny Cannon
- In Time van Andrew Niccol
- Le Temps du loup van Michael Haneke
- Mad Max (1979) en de sequels Mad Max 2 (1981), Mad Max Beyond Thunderdome (1985) en Mad Max: Fury Road (2015) van George Miller
- Metropolis van Fritz Lang
- Minority Report van Steven Spielberg
- Mortal Engines van Christian Rivers
- Never Let Me Go van Mark Romanek
- Oblivion van Joseph Kosinski
- RoboCop van Paul Verhoeven en sequels
- Snowpiercer van Bong Joon-ho
- Soylent Green van Richard Fleischer
- Tank Girl van Rachel Talalay
- The Handmaid's Tale van Volker Schlöndorff
- The Hunger Games en vervolgdelen van Gary Ross en Francis Lawrence
- The Island van Michael Bay
- The Lobster van Yorgos Lanthimos
- The Matrix van de Wachowski's en sequels
- The Purge en vervolgdelen van James DeMonaco
- The Terminator van James Cameron en zijn sequels
- THX 1138 van George Lucas
- V for Vendetta van James McTeigue
- WALL·E van Andrew Stanton

## Dystopische series
- Arcadia
- Black Mirror
- Dark Angel
- Henry Danger
- Snowpiercer
- The Handmaid's Tale
- The 100
- The Last of Us
- The Walking Dead
- Murder Drones

## Dystopische games
- BioShock
- Cyberpunk 2077
- Deus Ex
- Deus Ex: Human Revolution
- Euphoria - Build a Better Dystopia (bordspel)
- Fable
- Fallout
- Half-Life 2
- Metro 2033
- Mirror's Edge
- Papers, Please
- Singularity
- Sunset Overdrive
- The Last of Us
- TimeShift
- We Happy Few

## Dystopische strips
- Age of Apocalypse
- Days of Future Past
- De ijstrein
- Gung Ho
- Jeremiah
- Judge Dredd
- Solo
- Tank Girl
- The Walking Dead
- V for Vendetta
- Watchmen